# Cikentrung
Cikentrung is een bestuurslaag in het regentschap Pandeglang van de provincie Banten, Indonesië. Cikentrung telt 1873 inwoners (volkstelling 2010).